# Bismarck-Archipel
Der Bismarck-Archipel (bis 1884: Neubritannien-Archipel oder New Britain Archipelago) liegt im westlichen Pazifik und gehört zu Papua-Neuguinea. 1885 wurde er in Bismarck-Archipel umbenannt, zu Ehren des ersten Kanzlers des Deutschen Reiches Otto von Bismarck. Von 1884 bis 1914 war er ein Teil der deutschen Kolonie Deutsch-Neuguinea.

## Geografie
Der Archipel besteht aus mehr als 200 Inseln, die kulturell Melanesien zugeordnet sind. Die Gesamtfläche beträgt 49.658 km².
Die wichtigsten Inseln des Archipels sind:
|  | East New Britain Province                                                                                          | 15.320 km² |  |
|  | Neubritannien (zwischen 1885 und 1918: Neu-Pommern), Hauptinsel mit der nordöstlich angrenzenden Gazelle-Halbinsel |            |  |
|  | Duke-of-York-Inseln (zwischen 1885 und 1918: Neu-Lauenburg)                                                        |            |  |
|  | Manus Province | 2.102 km²  |  |
|  | Manus, Hauptinsel                                                                                                  |            |  |
|  | Admiralitäts-Inseln mit Baluan, Purdy-Inseln, Rambutyo                                                             |            |  |
|  | Region Westliche Inseln: u. a. Eremiteninseln, Wuvulu                                                              |            |  |
|  | New Ireland Province                                                                                               | 9.600 km²  |  |
|  | Neuirland (zwischen 1885 und 1918: Neu-Mecklenburg), Hauptinsel                                                    |            |  |
|  | Lavongai (früher auch Neu-Hannover oder New Hanover)                                                               |            |  |
|  | Feni-Inseln |            |  |
|  | Lihir-Inseln |            |  |
|  | St.-Matthias-Inseln                                                                                                |            |  |
|  | Tabar-Inseln |            |  |
|  | Tanga-Inseln |            |  |
|  | West New Britain Province                                                                                          | 20.487 km² |  |
|  | Vitu-Inseln |            |  |

## Topografie und Fauna
Der Archipel erstreckt sich zwischen 2° und 6°30′ südlicher Breite und 148° und 155° östlicher Länge. Er umfasst eine Gesamtfläche von ca. 49.500 km². Die Landmassen sind teils vulkanischen, teils korallogenen Ursprungs und weisen Erhebungen bis zu 2334 Metern (Ulawun) auf. Die Hauptinseln liegen halbkreisförmig im Nordosten Neuguineas, von dem sie durch die etwa 90 Kilometer breite Dampierstraße abgetrennt sind. Zwischen Neubritannien und Neuirland verläuft von Südost nach Nordwest der St.-Georgs-Kanal, an dessen Ausgang westlich die Bismarcksee grenzt.
Die Fauna ist mit derjenigen Neuguineas verwandt. Zusätzlich kommen die Bismarck-Ringpython (Bothrochilus boa) und die Finsch-Fruchttaube vor, die ausschließlich im Bismarck-Archipel beheimatet sind.

## Geschichte

### Europäische Entdeckung und frühe Kontakte

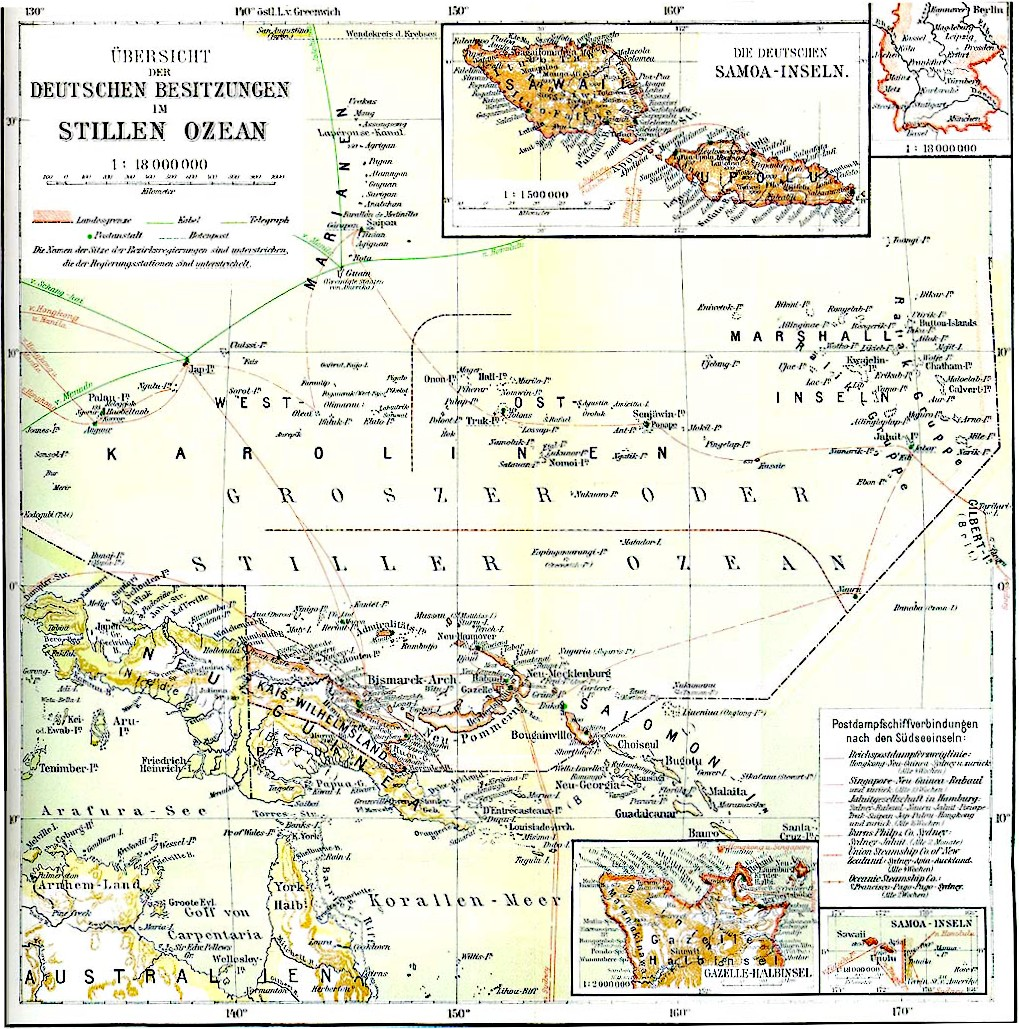
Karte aus dem Deutschen Koloniallexikon von 1920: die deutschen Besitzungen (1885–1918) im Stillen Ozean

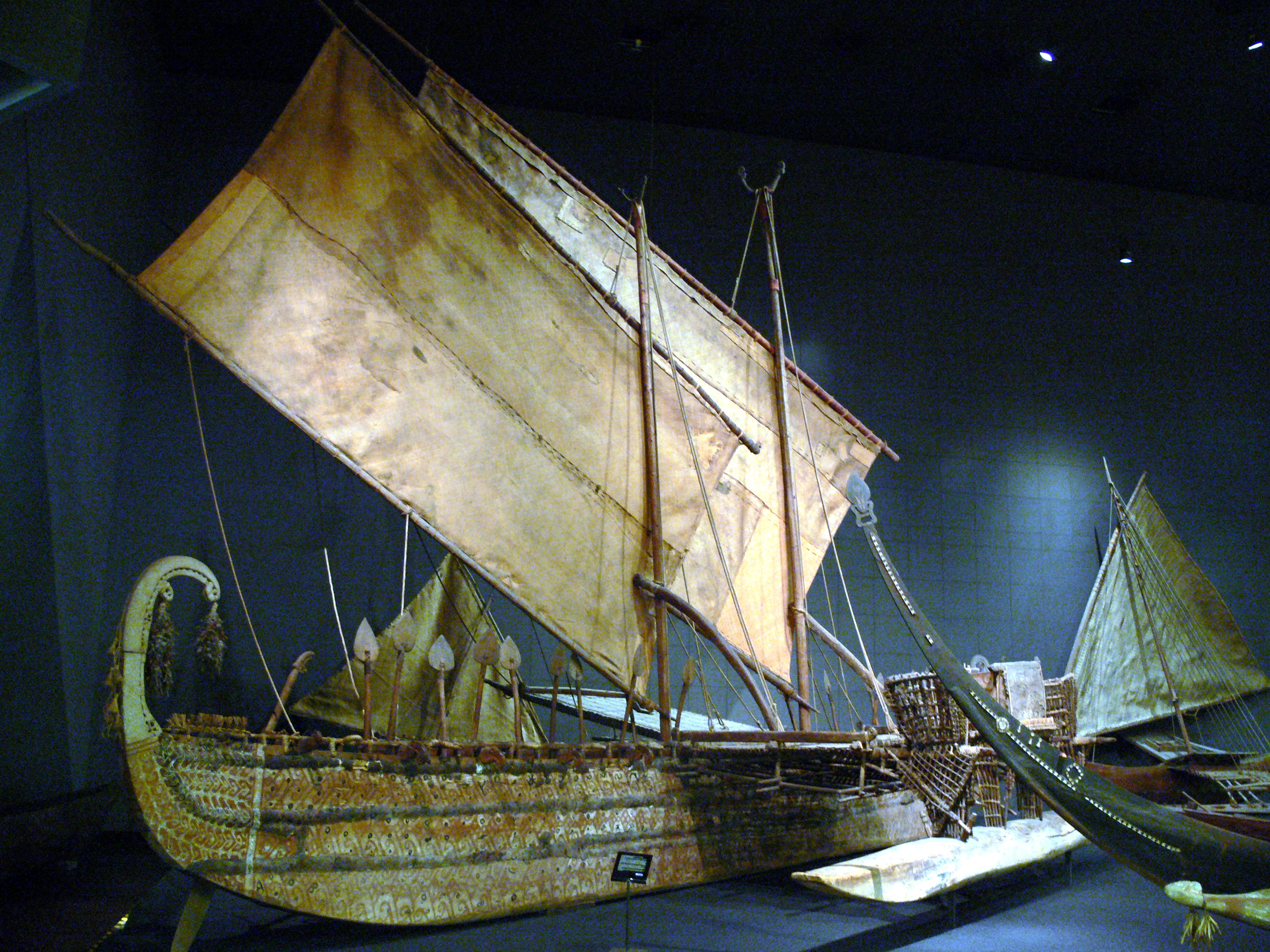
Hochseetüchtiges Schiff aus Luf, um 1890 (Ethnologisches Museum, Berlin)

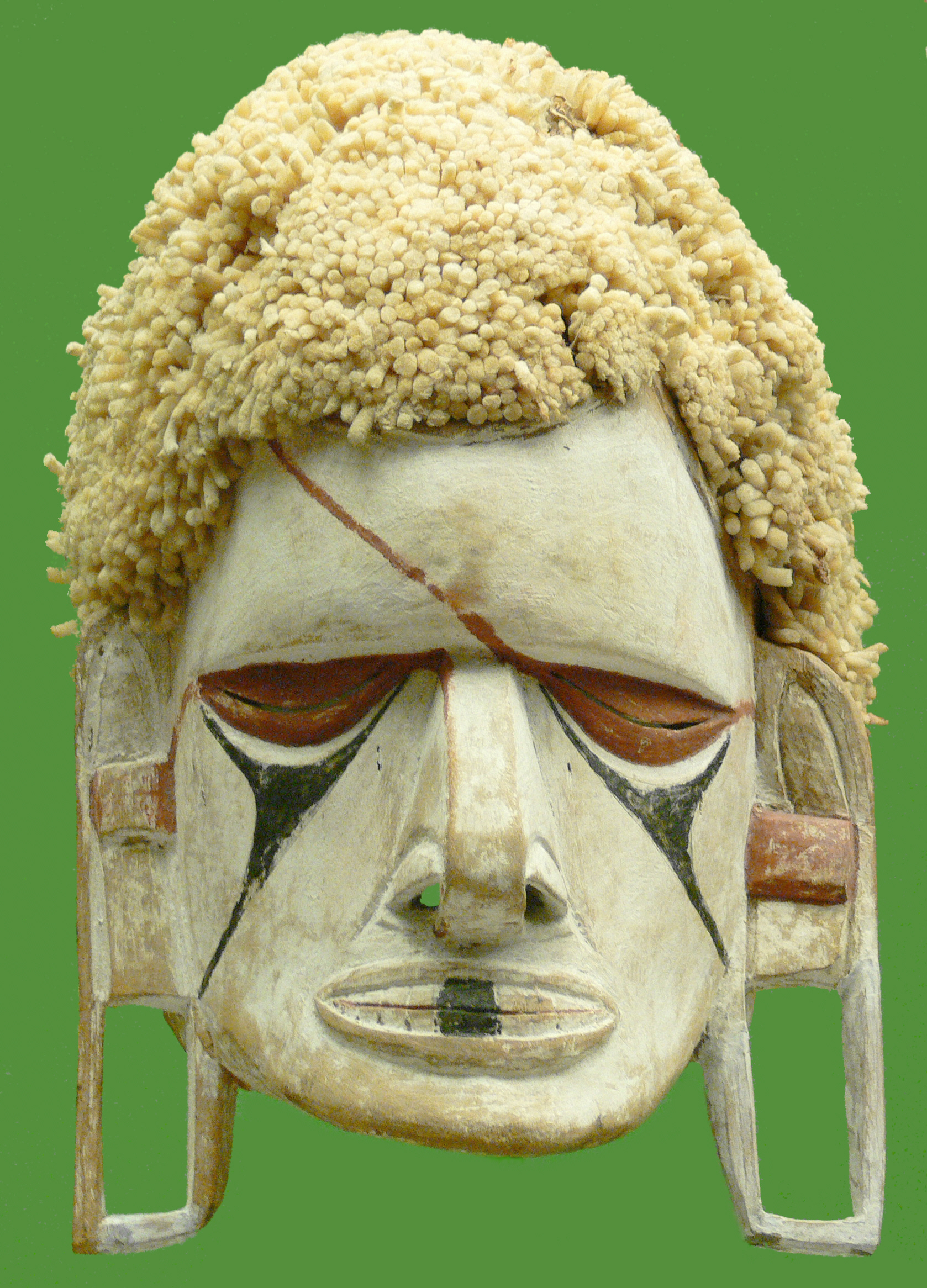
Tatanua-Maske aus Neuirland

Von europäischer Seite wurden Inseln des Archipels bereits im Jahr 1616 von den niederländischen Seefahrern Jakob Le Maire und Willem Schouten gesichtet. Die heutigen Namen „Neubritannien“, „Neuirland“, „Neu-Hannover“ und „Duke-of-York-Inseln“ gehen auf einen späteren Besuch des englischen Freibeuters und Entdeckers William Dampier mit HMS Roebuck um 1700 zurück.
Zur Jahresmitte 1791 fuhr der britische Kapitän John Hunter mit der niederländischen Waaksamheyd die Duke-of-York-Gruppe an. Er vermaß den Naturhafen im äußersten Norden. Im folgenden Jahrzehnt wurde der so benannte „Hunterhafen“ häufiger von Walfangschiffen aus den Vereinigten Staaten und Hawaii besucht. Zur Verproviantierung trieb man hier Tauschhandel mit den Einheimischen. Ab 1830 fanden solche Geschäfte auch vor anderen Küsten entlang des St. Georgskanals statt. Spätestens um 1870 gab es im Hunterhafen einen ersten niedergelassenen Europäer, der die indigene Oberschicht bei den Tauschgeschäften vertrat. Vorangetrieben wurden solche Entwicklungen auch durch eine Gruppe Deserteure aus Sydney (Strafgefangenenkolonie Neusüdwales, Australien), die um 1840 an der Südwestspitze Neuirlands siedelte und ebenfalls Naturprodukte an vorbeikommende Schiffe verkaufte.
In der zweiten Jahreshälfte 1875 gründete der englische Reverend George Brown eine erste Missionsstation auf der Duke-of-York-Insel. Er und eine Gruppe Missionslehrer von Fidschi und Tonga leiteten von dort aus die Christianisierung der Gazelle-Halbinsel ein. Etwa gleichzeitig errichtete der spätere Hamburger Kaufmann Eduard Hernsheim eine Niederlassung im Hunterhafen. Hernsheims Agent J. T. Blohm eröffnete anschließend das ambulante Tauschgeschäft an den Nordstränden der Gazelle-Halbinsel und in der südöstlich gelegenen Blanchebucht. Bereits im April 1873 hatte das Handelshaus Joh. Ces. Godeffroy & Sohn versucht, in beiden Gegenden stationäre Handelsbeziehungen zu den Einheimischen anzuknüpfen, was aber fehlgeschlagen war.
In den frühen 1880er Jahren etablierten sich als wichtigste Vertreter des europäischen Handels das Unternehmen Hernsheim & Co mit Hauptniederlassungen in der Blanchebucht (Matupi) und auf Neuirland (Nusa und Kapsu), sowie als Nachfolgerin von Joh. Ces. Godeffroy & Sohn die Deutsche Handels- und Plantagengesellschaft der Südsee-Inseln zu Hamburg (DHPG) auf der Duke-of-York-Gruppe („Mioko-Agentur“) und der nördlichen Gazelle-Halbinsel (Station Weberhafen). Ab 1882/83 nutzte die DHPG den Archipel auch zur Zwangsrekrutierung von Arbeitskräften für ihre Plantagen auf Samoa. Ferner vertreten war das australisch-neuseeländische Unternehmen Farrell & Co (ab 1888/89 E.E. Forsayth), das seit November 1882 im Bezirk Birara (Gazelle-Halbinsel) systematisch Plantagenbau betrieb.

### Deutsches Schutzgebiet
Nach einer „Erwerbung“ der Häfen von Mioko und Makada (Duke-of-York-Inseln) durch Korvettenkapitän Bartholomäus von Werner  im Dezember 1878 bildete der Neubritannienarchipel den Ausgangspunkt für die Besitzergreifung des späteren Kaiser-Wilhelms-Lands durch das Deutsche Reich. Mit Flaggenhissungen auf Matupi und Mioko am 3. und 4. November 1884 wurde der Archipel zum deutschen Schutzgebiet erklärt. Auf Anregung Kommissar Gustav von Oertzens erfolgte im September 1885 eine Umbenennung in „Bismarck-Archipel“. Verwaltungstechnisch bildete der Archipel zunächst den „östlichen Jurisdiktionsbezirk“ des Schutzgebiets der Neuguinea-Kompagnie, welcher die Hoheitsrechte und die Verwaltungsaufgaben übertragen worden waren. Wegen der problematischen Entwicklung des Schutzgebiets wurde zwischen Mai 1889 und September 1892 die Verwaltung probeweise von Reichsbeamten versehen, während die Hoheitsrechte bei der Neuguinea-Kompagnie verblieben. Im April 1895 gingen Verwaltung und Hoheitsrechte permanent an das Deutsche Reich über. Administrativer Hauptsitz seit der Besitzergreifung waren, teilweise gleichzeitig, die Inseln Kerawara (1886–1890) und Matupi (1886–87, 1888–89). 1890 wurde Herbertshöhe endgültiger Verwaltungssitz, dies auch über die Eingliederung des Bismarckarchipels in das kaiserliche Schutzgebiet Deutsch-Neuguinea im Jahr 1899 hinaus.

### Erster Weltkrieg
Im Ersten Weltkrieg leisteten die wenigen Deutschen im Bismarck-Archipel nur kurzzeitigen Widerstand. Im Gegensatz zu den größeren afrikanischen Kolonien Deutschlands bestand in der Südsee keine Schutztruppe, sondern lediglich eine einheimische melanesische Polizei. Höhepunkt der Kämpfe war die Besetzung der Funkstation Bita Paka bei Rabaul durch australische Einheiten im September 1914. Die deutsche Besatzung kapitulierte am 17. September 1914 vor einer australisch-französischen Flotte. Am 21. September 1914 erfolgte die Übergabe von Herbertshöhe.

### Zweiter Weltkrieg
Seit 1946 wurde der Archipel zusammen mit Ost-Neuguinea Treuhandgebiet der UNO und in deren Auftrag von Australien verwaltet, seit 1949 als gemeinsames Territorium Papua und Neuguinea Mandatsgebiet. Im Dezember 1973 erhielt Papua-Neuguinea die Autonomie.

## Bevölkerung
Im Jahr 1899 wurde die melanesische Bevölkerung des Archipels auf 180.000–200.000 Einwohner geschätzt. Heute leben im Gebiet etwa 470.000 Menschen.

## Handel und Wirtschaft
Die landesübliche Währung war um 1900 noch Diwarra, das Muschelgeld. Man führte die Naturprodukte Kopra, Baumwolle, Trepang, Perlmutter und Schildpatt aus. Der Wert betrug 1896/97 etwa 700.000 Mark.

### Sekundärwerke
- Jakob Anderhandt: Eduard Hernsheim, die Südsee und viel Geld. Biographie in zwei Bänden. MV-Wissenschaft, Münster 2012.
- Stewart Firth: German Recruitment and Employment of Labourers in the Western Pacific before the First World War. [Mikrofilm.] University of Sydney [1973].
- Deutsches Kolonial-Lexikon. Band 1., 1920, S. 213 ff.
- Karlheinz Graudenz, Hanns-Michael Schindler: Die deutschen Kolonien. Weltbildverlag, Augsburg 1994, ISBN 3-89350-701-9.
- Alastair C. Gray: Trading Contacts in the Bismarck Archipelago during the Whaling Era, 1799–1884. In: Journal of Pacific History. Bd. 34 (1999), S. 23–43.
- Liane Werner: Geschichte des deutschen Kolonialgebietes in Melanesien. (Diplomarbeit, verfilmt und veröffentlicht vom Pacific Manuscripts Bureau, Canberra, PMB 514). [Humboldt-Universität, Berlin 1965.]
- Arthur Wichmann: Nova Guinea: Vol. II. Entdeckungsgeschichte von Neu-Guinea 1828–1885. Buchhandlung und Druckerei E. J. Brill, Leiden 1910. (Digitalisat)